# Nigloland
Nigloland is een attractiepark in Frankrijk, gelegen in Dolancourt, departement Aube.
Het park is opgericht door de twee broers en voormalig foorkramers, Patrice en Philippe Gélis. Het park opende zijn deuren op 13 juni 1987. De naam van het park is afkomstig van het woord "niglo" wat egel betekent in het Romani, de taal van de Roma. Het park trekt jaarlijks meer dan 750.000 bezoekers.
Tussen 1995 en 2017 stond in Nigloland La course de Bobsleigh, een achtbaan die eerder onder een andere naam in Walibi Holland had gestaan.

## Huidige attracties
Het park is verdeeld in vier thematische gebieden: Village Suisse, Village Merveillieux, Village Canadien en Village Rock'n'Roll.

### Village Suisse
| Naam                 | Soort          | Type                      | Openingsjaar | Bouwer           | Afbeelding |
| -------------------- | -------------- | ------------------------- | ------------ | ---------------- | ---------- |
| Alpina Blitz         | Achtbaan       | Stalen achtbaan           | 2014         | MACK Rides       |            |
| Apple Flight         | Zweefmolen     | Wellenflug                | 2010         | Zierer           |            |
| Krampus Expédition   | Achtbaan       | Waterachtbaan             | 2021         | MACK Rides       |            |
| La Grande Roue       | Uitzicht       | Reuzenrad                 | 2009         | Gerstlauer       |            |
| La ferme D'Antonin   | Rondrit        |                           | 2008         |                  |            |
| Descente en Schlitt' | Achtbaan       | Stalen wildemuis-achtbaan | 2007         | MACK Rides       |            |
| La ronde des canards | Watercarrousel |                           | 2007         | Metallbau Emmeln |            |

### Village Merveillieux
| Naam                              | Type                    | Openingsjaar                    | Bouwer          |
| --------------------------------- | ----------------------- | ------------------------------- | --------------- |
| Niglette Express                  | Familieachtbaan         | 2020                            | Art Engineering |
| Zabeilles                         | Red Baron               | 2018                            | Zierer          |
| Le Dojon de l'Extrême             | vrijevaltoren           | 2016                            | Funtime         |
| La Tour des Petits Fantômes       | kinder-Shot and Drop    | 2016                            | Zierer          |
| Dinosaures Aventure               | Walkthrough             | 2003                            |                 |
| Les Hérissons de la forêt magique | Rondrit                 | 1997                            |                 |
| L'Envol des Papillons             | Monorail                | 1996                            | Severn Lamb     |
| Le Manoir Hanté                   | Spookhuis               | 1994                            | Mack Rides      |
| Le p'tit Poucet                   | Theekopjesattractie     | 1994                            | Mack Rides      |
| Le Voyage en montgolfières        | Luchtballonnencarrousel | 1994                            | Zamperla        |
| La Rivière des Fées               | Rondvaart               | 1993                            | Mack Rides      |
| Le Circuit de Nigloland           | Rondrit                 | 1990                            | Mack Rides      |
| Chemin de Fer                     | Rondrit                 | 1987                            | Soquet          |
| Africa Cruise                     | Rondvaart               | 1987                            | Mack Rides      |
| Eden Palais                       | Draaimolen              | 1987, sinds 2022 ook een museum |                 |
| Tacots 1900                       | Rondrit                 | 1987                            | Mack Rides      |

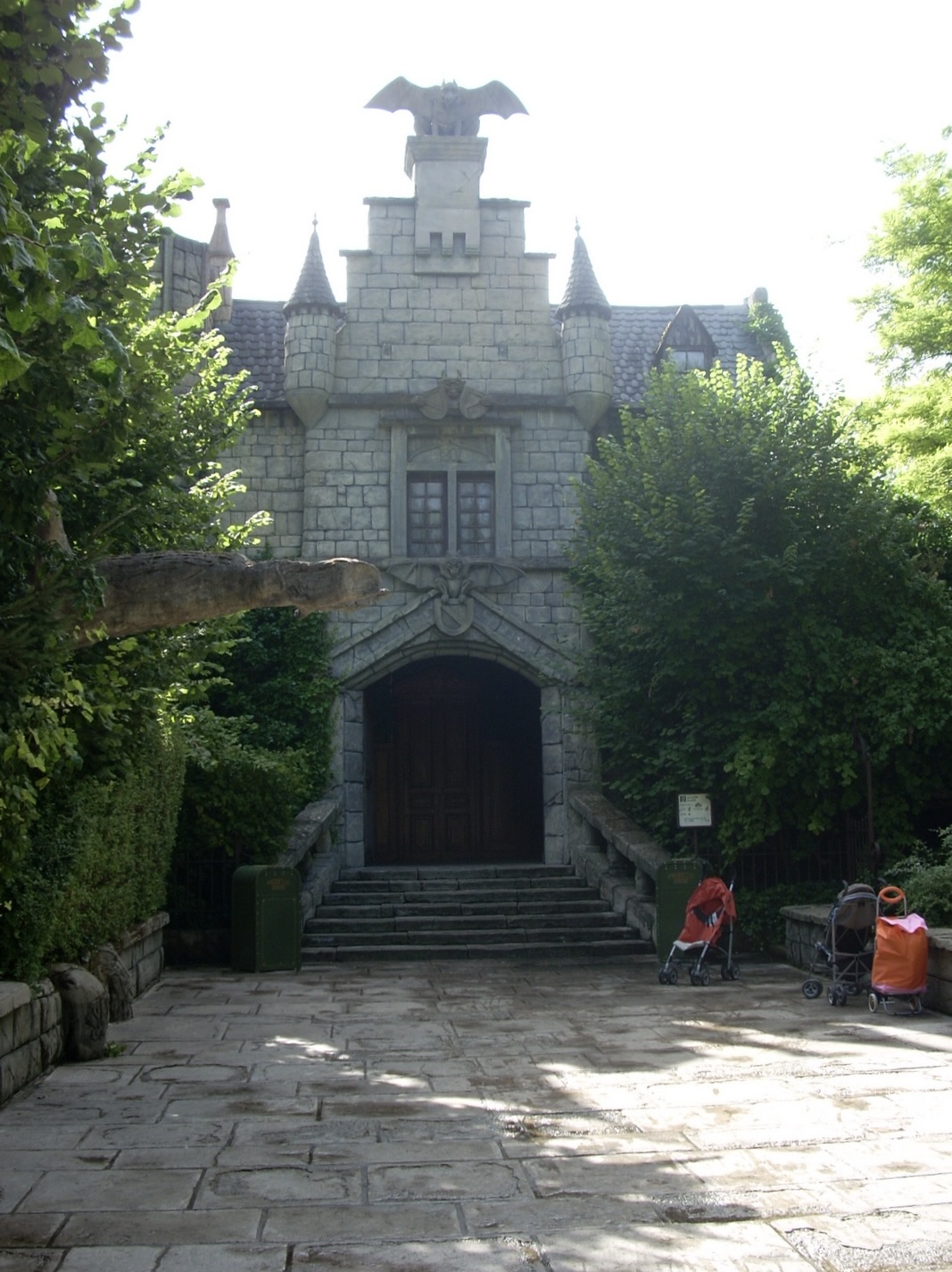
Le Manoir Hanté
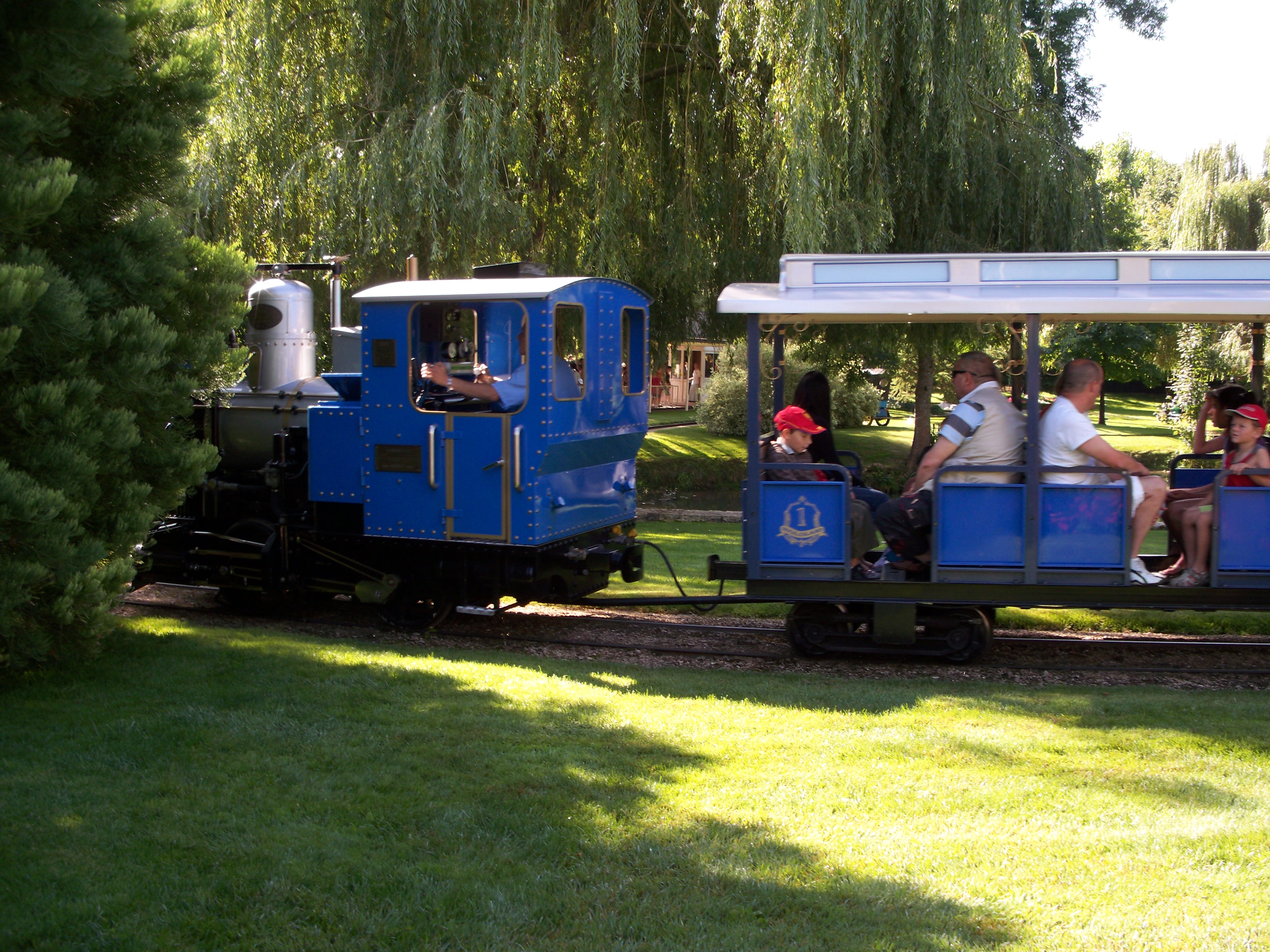
Le Train

### Village Canadien
| Naam                        | Type                    | Openingsjaar | Bouwer     |
| --------------------------- | ----------------------- | ------------ | ---------- |
| Le Grizzli                  | Disk'O Coaster          | 2006         | Zamperla   |
| King of Mississippi         | Rondvaart               | 2004         | Mack Rides |
| Gold Mine Train             | Gemotoriseerde achtbaan | 1992         | Mack Rides |
| Les caravelles de J.Cartier | Rupsbaan                | 1990         | Mack Rides |
| La Rivière Canadienne       | Boomstamattractie       | 1989         | Mack Rides |
| Le Galion Pirate            | Schommelschip           | 1988         | Zamperla   |
| La chevauchée fantastique   | Paardenbaan             | 1987         | Soquet     |

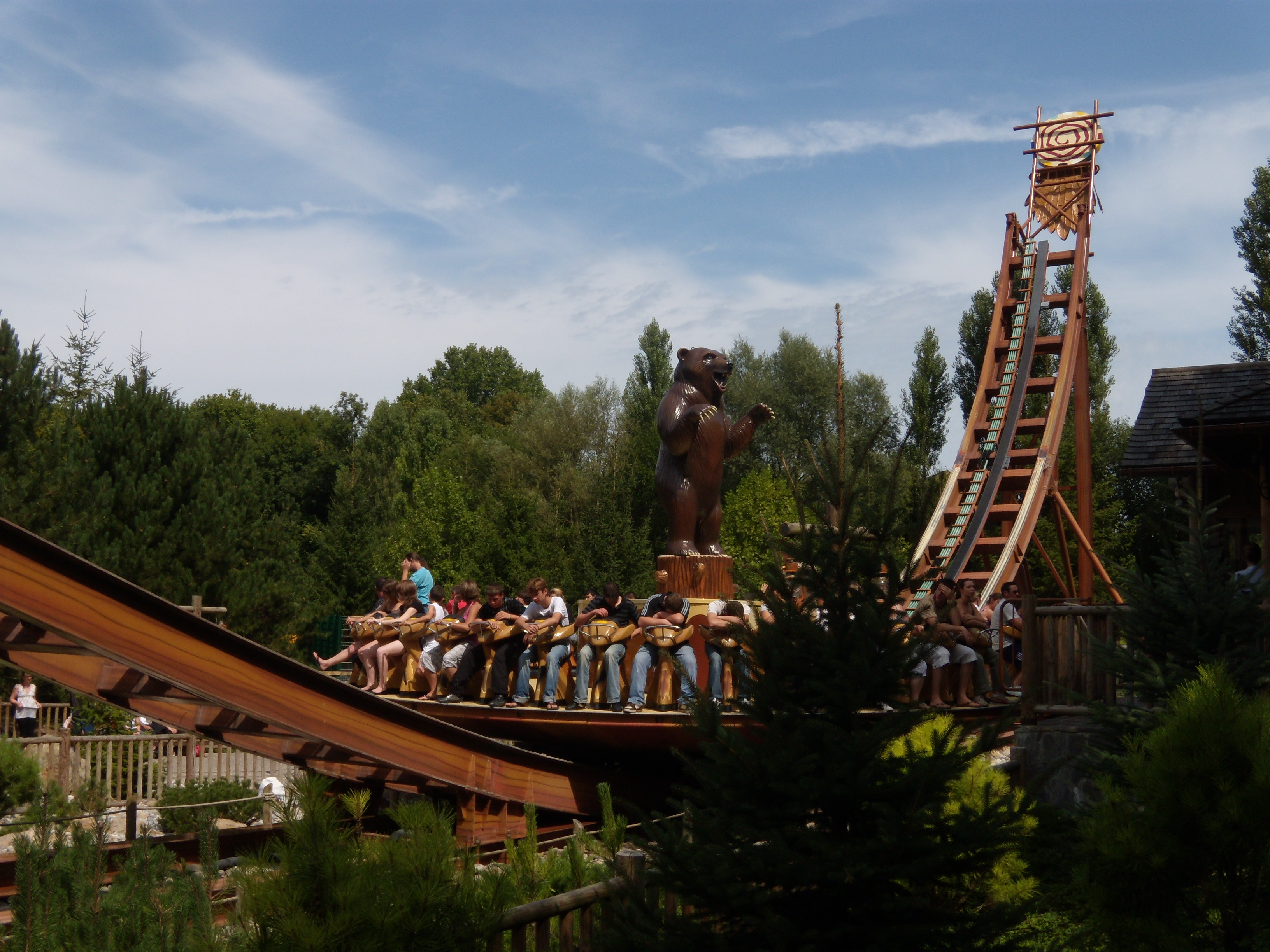
Le Grizzli
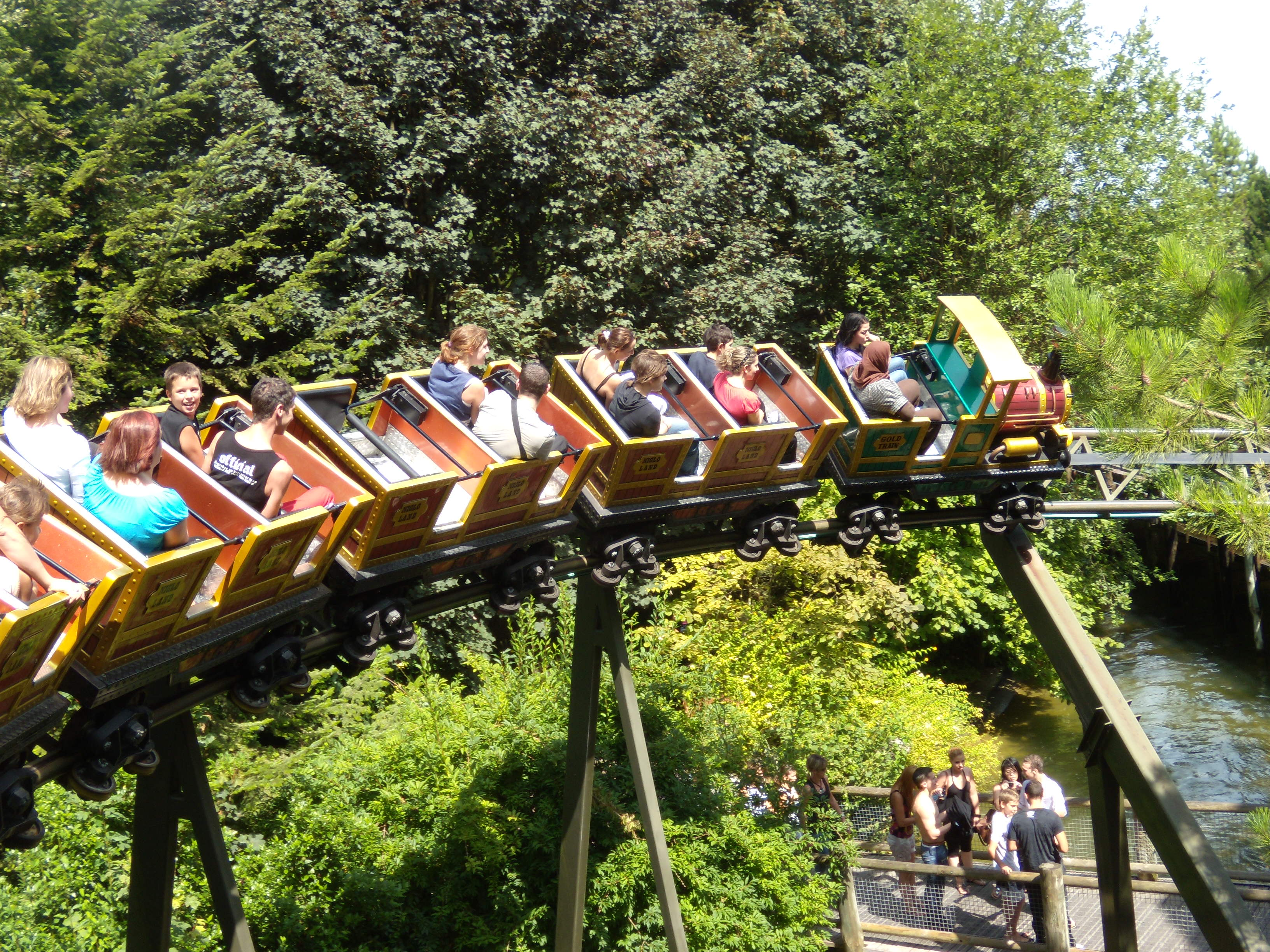
Gold Mine Train

### le Quartier Rock'n'Roll
| Naam                | Type                  | Openingsjaar | Bouwer            |
| ------------------- | --------------------- | ------------ | ----------------- |
| Air Meeting         | Sky Fly               | 2012         | Gerstlauer        |
| Hollywood boulevard | Arcadehal, Botsauto's | 2001         |                   |
| Juke Box            | Polyp                 | 2000         | Anton Schwarzkopf |
| Le Route 66         | Rondrit               | 1999         | Zamperla          |
| Spatiale Expérience | Overdekte achtbaan    | 1998         | Mack Rides        |

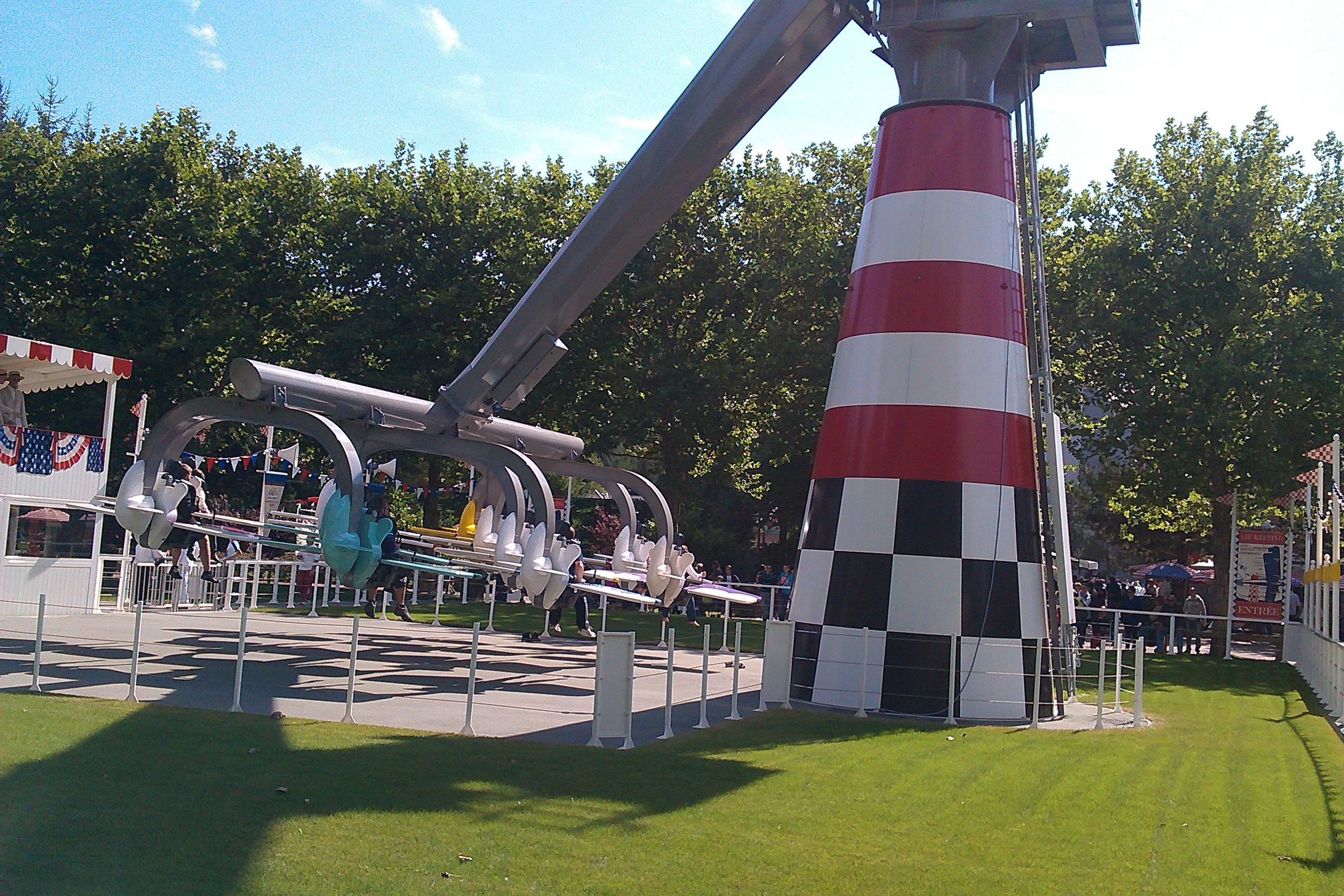
Air Meeting
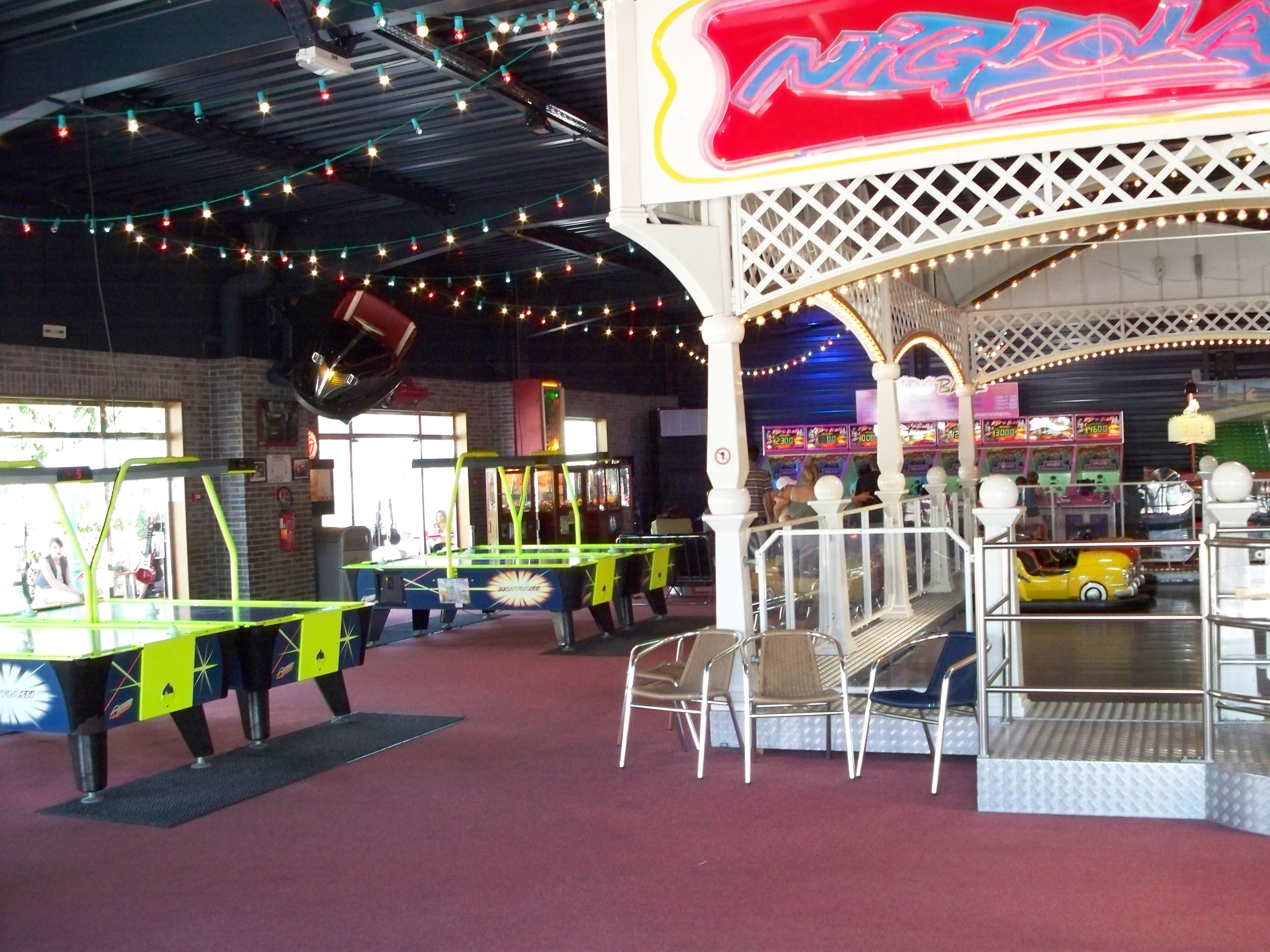
Hollywood Boulevard
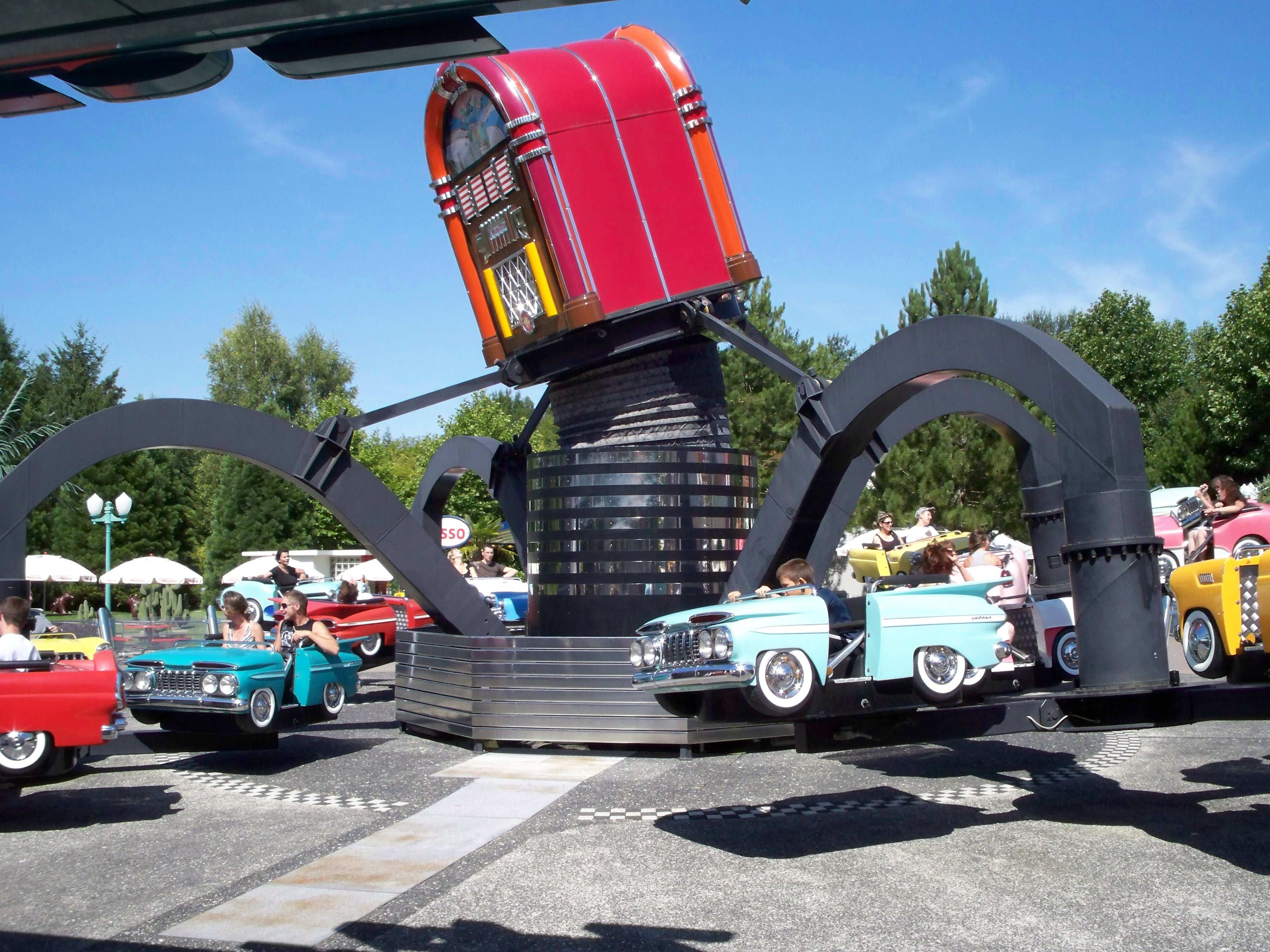
Le Juke Box
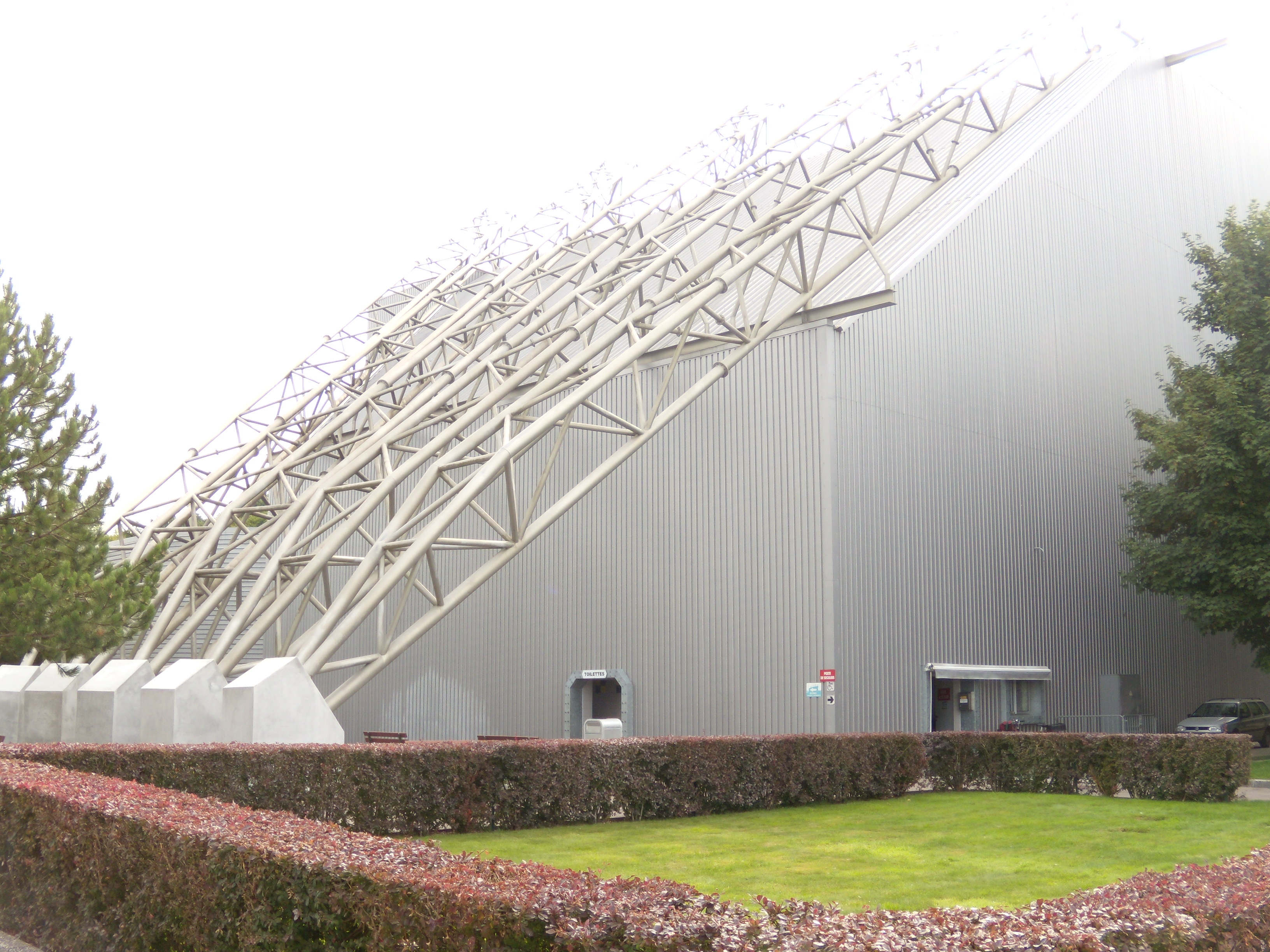
Spatiale Expérience